# Orobazo
Orobazo (in greco antico: Ὀρόβαζος?, Orobazos; ... – 96 a.C.) è stato un ambasciatore partico.
Fu delegato politico del monarca partico Mitridate II,  ed Orobazo entrò in contatto con il proconsole romano Lucio Cornelio Silla in quello che fu il primo contatto tra Parti e Latini. I risultati di questo incontro, narrato unicamente da Plutarco, non sono chiari, ma è noto che durante questo incontro, Silla sedette tra l'ambasciatore dei Parti e il re Ariobarzane I di Cappadocia. Per questo il re dei Parti fece poi uccidere Orobazo, avendo questi permesso a un magistrato romano di trattare con arroganza uno dei suoi inviati.
Insieme all'entourage diplomatico viaggiava un indovino caldeo che, dopo aver osservato il volto e il comportamento di Silla, dichiarò che "necessariamente quell'uomo doveva essere molto grande, e si meravigliava ancora di come potesse sopportare di non essere il primo di tutti".

## Biografia
Si sa ben poco di questo importante personaggio di origine partica, tra le più note caratteristiche sappiamo che fu ambasciatore ufficiale del Re di Partia Mitriadate II durante le primissime relazioni avute con l'Impero Romano nel 96 a.c.
Dopo il cattivo esito dei colloqui contro il governatore della Cilicia Silla, egli venne giustiziato pubblicamente per volere del re sempre nel 96 a.c.

## La conversazione con Silla
Nel 96 a.c. circa, l'allora Repubblica Romana si incontrò per la prima volta con l'impero Partico per discutere pacificamente i confini dei due stati in modo da non avere problemi in futuro. 
In quel periodo, come conferma lo storico Plutarco, "Silla soggiornava lungo l'Eufrate, quando venne a trovarlo un certo Orobazo, un parto, quale ambasciatore del re degli Arsacidi". Parliamo perciò di un incontro voluto dapprima solo ed esclusivamente dal sovrano partico e solo dopo il senato romano accettò di trattare con Orobazo. 
Oltre al proconsol di Cilicia Lucio Cornelio Silla, parteciparono anche un ambasciatore del Ponto, una regione affacciata sulle coste del Mar Nero, l'ambasciatore del Re di Partia Mitridate II Orobazo e lo storico\biografico Plutarco di Cheronea, il quale riuscì a mediare durante il trattato.
Durante il colloquio Silla riuscì a superare d'astuzia Orobazo, riuscendo a strappargli la Mesopotamia tutta fino al fiume Eufrate.

## Morte
Orobazo venne condannato a morte da Mitridate II appena tornato dalla Cilicia dato il deludente esito avuto dal trattato con Silla. Egli morì quindi nello stesso 96 a.c.